# Telescópio Infravermelho do Reino Unido
O Telescópio Infravermelho do Reino Unido (em inglês: United Kingdom Infrared Telescope, UKIRT) é um telescópio infravermelho de 3,8 metros, o segundo maior telescópio dedicado ao infravermelho (de 1 a 30 micrômetros) do mundo. Até 2014 foi operado pelo Centro Comum de Astronomia em Hilo e localizado em Mauna Kea, Havaí como parte do Observatório de Mauna Kea. O Telescópio Infravermelho do Reino Unido está sendo financiado pela NASA e operado sob um acordo de cooperação científica entre o Centro de Tecnologia Avançada da Lockheed Martin, da Universidade do Havaí, e da Universidade do Arizona. O telescópio está previsto para ser desativado em um futuro próximo, como parte do Plano de Gestão Abrangente de Mauna Kea.